# Joaquin Phoenix
Joaquin Rafael Phoenix (San Juan, 28 oktober 1974) is een Amerikaans acteur. Hij werd zowel in 2001 (voor zijn bijrol in Gladiator), 2006 (voor zijn hoofdrol in Walk the Line), 2013 (voor zijn hoofdrol in The Master) als 2019 (voor zijn hoofdrol in Joker) genomineerd voor een Oscar. Deze laatste en meer dan vijftien andere prijzen werden hem daadwerkelijk toegekend, waaronder een Golden Globe (voor Walk the Line), een Grammy Award (voor de soundtrack van Walk the Line, samen met Reese Witherspoon en producent T-Bone Burnett) en de prijs voor beste acteur op het Filmfestival van Venetië 2012 (voor The Master, samen met Philip Seymour Hoffman). Op het Toronto International Film Festival ontving hij in september 2019 de TIFF Tribute Actor Award voor zijn hoofdrol in  Joker.

## Levensloop
Phoenix' ouders waren lid van de sekte Children of God en stimuleerden hun kinderen om hun creatieve kanten te ontwikkelen. Zijn broer en zussen heten River, Rain, Liberty en Summer. Phoenix is een veganist en weigert kostuums te dragen die van dieren zijn gemaakt. Zijn bijnaam is 'Leaf'.
In 1980 verhuisde het gezin naar Los Angeles. Na bijrollen in films als SpaceCamp (1986) en Parenthood (1989) verhuisde Phoenix met zijn vader naar Mexico.
Op 31 oktober 1993 was hij bij zijn broer River, toen die overleed aan een overdosis heroïne. Joaquin weigert in interviews te spreken over zijn broer. In september 2020 kregen Phoenix en diens verloofde, de actrice Rooney Mara, een zoontje, dat de naam River kreeg, ter nagedachtenis aan zijn overleden oom.
In oktober 2008 werd aangekondigd dat Phoenix zou stoppen met acteren. Hij zou zich meer toe gaan leggen op een muzikale carrière. In september 2010 werd onthuld dat deze carrièreswitch in scène was gezet voor de mockumentary I'm Still Here van Casey Affleck.

## Discografie

### Albums
| Album met hitnotering(en) in de Vlaamse Ultratop 200 albums | Datum van verschijnen | Datum van binnenkomst | Hoogste positie | Aantal weken | Opmerkingen   |
| ----------------------------------------------------------- | --------------------- | --------------------- | --------------- | ------------ | ------------- |
| Joker: Folie à Deux                                         | 04-10-2024            | 12-10-2024            | 51              | 1            | met Lady Gaga |

## Prijzen

### Academy Awards
| Jaar | Titel | Categorie    | Uitslag  |
| ---- | ----- | ------------ | -------- |
| 2020 | Joker | Beste acteur | Gewonnen |

### Golden Globe Awards
| Jaar | Titel         | Categorie                          | Uitslag  |
| ---- | ------------- | ---------------------------------- | -------- |
| 2006 | Walk the Line | Beste acteur in musical of komedie | Gewonnen |
| 2020 | Joker         | Beste drama-acteur                 | Gewonnen |

### BAFTA Awards
| Jaar | Titel | Categorie    | Uitslag  |
| ---- | ----- | ------------ | -------- |
| 2020 | Joker | Beste acteur | Gewonnen |

### Critics' Choice Awards
| Jaar | Titel     | Categorie               | Uitslag  |
| ---- | --------- | ----------------------- | -------- |
| 2001 | Gladiator | Beste mannelijke bijrol | Gewonnen |
| 2020 | Joker     | Beste acteur            | Gewonnen |

### Screen Actors Guild Award
| Jaar | Titel | Categorie              | Uitslag  |
| ---- | ----- | ---------------------- | -------- |
| 2020 | Joker | Acteur in een hoofdrol | Gewonnen |